# Afar (Volk)

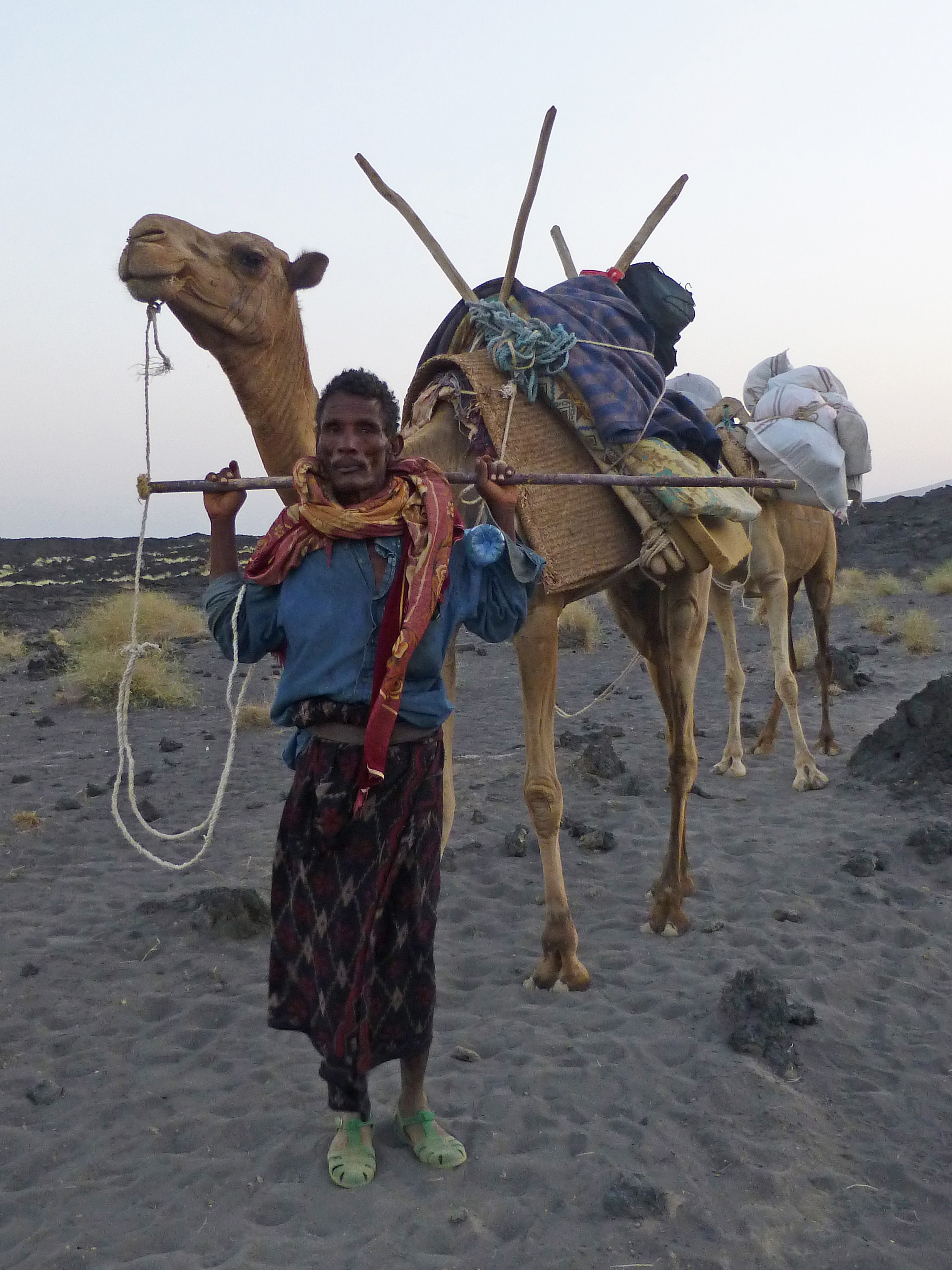
Afar mit Transportkamelen am Vulkan Erta Ale

Die Afar (auch bekannt unter den Fremdbezeichnungen Danakil und Adal) sind ein nomadisches Volk, das im sogenannten Afar-Dreieck im Osten Eritreas, im Nordosten Äthiopiens und in Dschibuti lebt. Wie andere ethnische Gruppen in Afrika sind die Afar damit ein Opfer der Grenzziehungen während der kolonialen Aufteilung Afrikas Ende des 19. Jahrhunderts. In erster Linie leben sie von der Viehzucht und in Küstennähe von der Fischerei. Sie üben eine mit animistisch-traditionellen Elementen vermischte Form des Islams aus. Die Sprache der Afar gehört zur kuschitischen Sprachfamilie.

## Bezeichnungen
Die Herkunft der Eigenbezeichnung ʿAfár ist unbekannt. Die Araber nennen die Afar Danakil (Plural von Dankali), die Amharen, Oromo und Somali Adal, Adali bzw. Oda'ali. Diese Bezeichnungen sind von den Namen einzelner Untergruppen der Afar abgeleitet. Die Tigray bezeichnen die Afar als Taltal oder Teltal.

## Kultur und Gesellschaft
Die etwa 1,6 Millionen Afar leben in vier Sultanaten zusammen, deren bedeutendstes Aussa ist. Die Sultanate unterteilen sich in etliche Scheichtümer. Ebenso verhält es sich mit den Afar selbst, die sich in zwei Hauptstämme – manchmal als „rote“ (Asaimara/Asahyammára) und „weiße“ Afar (Adoimara/Adohyammára) bezeichnet – und Dutzende Unterstämme gliedern. Die kleinste soziale und kulturelle Einheit bildet der Clan. Da die meisten Afar als Nomaden leben, ist die Alphabetisierungsrate äußerst gering.
Neben dem Ziegen- und Kamelhüten leben viele Afar vom Handel mit Salz, welches sie in den Niederungen der Danakil-Ebene, unter anderem am Abbe-See, abbauen und im Äthiopischen Hochland um die Stadt Dese verkaufen (vgl. Amole). Weit verbreitet ist der Konsum der narkotisierenden Droge Kath. Die Mädchenbeschneidung ist in Form der Infibulation üblich.
Anette Weber und Rüdiger Nehberg sind aufgrund ihres Engagements gegen die Genitalverstümmelung zu den ersten „Ehrenbürgern der Afar“ ernannt worden.
Die Afar fallen wie viele andere Stämme in Afrika wegen ihrer gepflegten Zähne auf, da das Zähneputzen zu ihren ältesten Kulturtechniken gehört (Zahnbürstenbaum) und weit vor dem europäischen Brauch des Zähneputzens bekannt war. Für muslimische Völker unüblich ist die Sitte der Afar-Frauen, die Brust nicht immer zu verhüllen.

## Geschichte

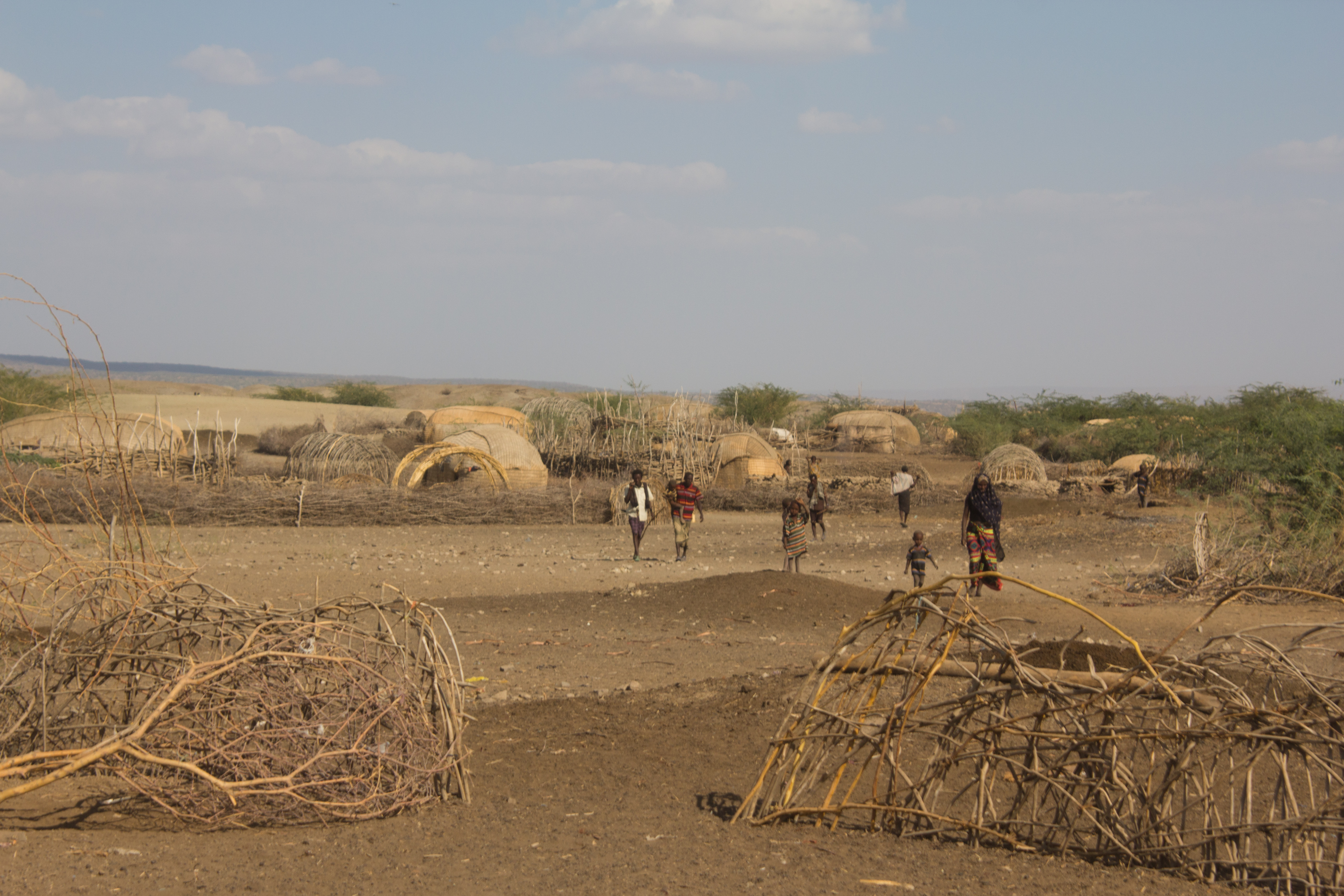
Halbnomadische Siedlung aus zerlegbaren Rundhütten

Die Ursprünge der Afar und der sprachlich eng verwandten Saho dürften, wie für alle ostkuschitisch-sprachigen Volksgruppen, im südlichen äthiopischen Hochland liegen. Herbert S. Lewis spekulierte 1966, dass sich ihre Vorläufer wohl als erste von den anderen ostkuschitischsprachigen Gruppen trennten und nach Nordosten wanderten, sodass die Sprachen Afar und Saho genügend Zeit hatten, um sich auseinanderzuentwickeln.
Während die nördlichen Afar unter die Herrschaft der Machthaber von Tigray kamen, blieben die Afar weiter südlich und östlich lange praktisch unabhängig. Durch ihr Gebiet verliefen Karawanenrouten, die das äthiopische Hochland mit der Küste verbanden. Afar waren im Sultanat Adal beteiligt, das verschiedene muslimische Volksgruppen umfasste und im 16. Jahrhundert unter Ahmed „Gran“ Krieg gegen Äthiopien führte, anschließend jedoch an Bedeutung verlor und schließlich zerfiel. Sie wurden auch durch die Expansion der Oromo bedrängt. An der Küste gab es vom 16. Jahrhundert an bis in das 19. Jahrhundert einen schwachen Einfluss des osmanischen Reiches und danach für kurze Zeit Ägyptens unter Ismail Pascha. Gegen Ende des 19. Jahrhunderts kamen die Sultanate Raheita und Tadjoura an der Küste unter die Oberherrschaft europäischer Kolonialmächte, doch das im Landesinneren im Süden gelegene Aussa konnte seine Unabhängigkeit noch länger wahren. Selbst vergleichsweise fruchtbar und am Fluss Awash gelegen, war es nach außen hin durch umliegende Wüstengebiete abgegrenzt. Erst 1895 schickte Äthiopien unter Kaiser Menelik II. eine Armee aus Shewa gegen Aussa mit der Begründung, der Sultan habe sich mit den italienischen Kolonisatoren verbündet. In der Folge wurde das Sultanat gegenüber Äthiopien tributpflichtig, behielt aber weitreichende Autonomie.
Als nach dem Zweiten Weltkrieg in Äthiopien ein modernes Verwaltungssystem eingeführt wurde, wurden die von Äthiopien kontrollierten Afar-Gebiete auf die Provinzen Eritrea, Tigray, Wollo, Shewa und Hararge aufgeteilt. Stammesführer, Älteste und religiöse und andere Würdenträger der Afar bemühten sich ab 1961 vergeblich bei der Regierung darum, diese Teilung aufzuheben. Es entstand eine Organisation von Afar-Studenten in Addis Abeba, und 1972 gründeten Afar-Studenten in Kairo die Afar Koborih Angoyya (AKA, Bewegung zur Mobilisierung der Afar). Ab den 1970er Jahren unterstützten sowohl die separatistische ELF als auch Somalia unter Siad Barre aus taktischen Gründen diese Widerstandsbewegung junger Afar, die radikal linksgerichtete Züge annahm und so auch die traditionellen Aristokratien ablehnte.
Ab den 1960er Jahren entstanden im Tal des Awash große Baumwollplantagen, die Land in Anspruch nahmen, das die Afar-Nomaden ursprünglich als Reserve in Dürrezeiten nutzten. Als es 1972–1973/74 zu einer Dürre und Hungersnot in der Region Wollo kam, waren die Afar daher besonders schwer betroffen. Die Dürre verschärfte auch die Konflikte mit den Issa-Somali (die zunehmend besser bewaffnet waren) und den Oromo.
Nach dem Sturz Haile Selassies und der Machtübernahme des Derg waren die Machthaber von Aussa, die zuletzt gute Beziehungen zum äthiopischen Kaiserhaus hatten, skeptisch gegenüber dem Derg und sahen sich dazu veranlasst, mit einem Teil der reformistisch gesinnten Afar-Jugend zusammenzuspannen. Der Sohn des Sultans gründete die bewaffnete Afar-Befreiungsfront (Afar Liberation Front, ALF), während sich die AKA bzw. Ihre Nachfolgeorganisation Nationale Befreiungsbewegung der Afar (Afar National Liberation Movement, ANLM) der neuen Regierung anschloss, allerdings weiterhin Forderungen nach einer Autonomie für die Afar erhob. Afar beteiligten sich auch am Unabhängigkeitskrieg in Eritrea, noch mehr von ihnen lehnten allerdings eine Unabhängigkeit Eritreas ab, da sie vielmehr die Einigung aller Afar-Gebiete innerhalb Äthiopiens wünschten. In der Folge wurden Afar innerhalb der ELF wie auch der später entstandenen EPLF marginalisiert, Führungspersönlichkeiten wurden ermordet.
Als die Derg-Regierung Ende der 1980er Jahre zusehends unter Druck geriet, wurde 1987/88 eine Autonome Region Assab eingerichtet, die rund 60 % des Afar-Gebietes umfasste. Die Volksbefreiungsfront von Tigray bzw. die von ihr geführte EPRDF, die 1991 den Derg entmachtete, gründete die Afar People’s Democratic Organization (APDO) als politischen Partner unter den Afar. Im Rahmen der föderalistischen Neuordnung des Landes wurden die meisten Afar-Gebiete in einem Bundesstaat Afar zusammengefasst; der zu Eritrea gehörende Teil wurde 1993 Teil des unabhängigen Eritrea.

## Politische Lage
Der Bundesstaat Afar bleibt ein schwach entwickeltes Gebiet. Auch im von der Volksfront für Demokratie und Gerechtigkeit autoritär regierten Eritrea fühlen sich die Afar benachteiligt. Die eritreische Regierung versucht, die Afar auf ihrem Staatsgebiet von denjenigen in Äthiopien und Dschibuti zu entfremden und in eine nationale Identität einzubinden, die letztlich auf die Vorherrschaft der Tigrinya hinausläuft.
In Dschibuti stellen Afar etwa 40 Prozent der Bevölkerung, während Somali (vom Clan der Issa) die Bevölkerungsmehrheit sind. Weil die Issa seit der Unabhängigkeit 1977 die Politik Dschibutis dominieren, kam es Anfang der 1990er Jahre zum Bürgerkrieg in Dschibuti, in dem sich Afar-Rebellen gegen die von ihnen empfundene Marginalisierung wandten.
Die äthiopische Afar-Organisation Uguugumo (auch deutsch Revolutionäre Demokratische Einheitsfront der Afar, ARDUF) setzt sich für eine Vereinigung der Afar ein und erkennt die Unabhängigkeit Eritreas daher nicht an.